# Krikor Bedros VIII. Der Asdvadzadourian
Krikor Bedros VIII. Der Asdvadzadourian, auch Gregor Petrus VIII. Der Asdvadzadourian (* in Perkenik; † 9. Januar 1866 in Bzommar), war der achte armenisch-katholische Patriarchat von Kilikien. Er ging als großer Reformer und Erneuerer des Patriarchats von Armenien in die Geschichte ein. 

## Leben
Krikor Der Asdvadzadourian war Regens des Priesterseminars in Bzommar und später Patriarchalvikar im Patriarchat von Kilikien. Er lehnte die Wahl zum Patriarchen von Kilikien zwei Mal ab. Erst auf nachdrücklichen Wunsch des Heiligen Stuhls ließ er sich am 17. Juli 1843 zum neuen Patriarchen wählen. Papst Gregor XVI. bestätigte am 25. Januar 1844 seine Wahl zum Patriarchen.

## Wiederaufbau
Nach der Verfolgung der armenisch-katholischen Christen zwischen 1829 und 1842 begann für den Patriarchen eine Zeit des Wiederaufbaus, die Rückführung der kirchlichen Eigentümer und eine Reorganisation. In seiner Amtsperiode gründete er neue Eparchien, ließ 15 Kirchen erbauen, errichtete ein Priesterhaus und eröffnete neue Schulen. Er überarbeitete die Patriarchalkonstitution, veröffentlichte Bücher, fertigte mehrere Übersetzungen an und erweiterte die Patriarchale Bibliothek.

## Synode und Regent
1855 rief er zur ersten Synode der armenisch-katholischen Kirche nach Bzommar auf und leitete eine Reformierung der Kirche, der Rituale und der Pastorale ein. Er suchte die freundschaftliche Zusammenarbeit mit anderen christlichen Kirchen und mit den Regierenden, hierbei entwickelte sich mit dem Emir des Libanon Bashir Shihab II. eine enge Freundschaft. Bedros VIII. konsekrierte Paul Acderian zum ersten Bischof von Iskanderiya in Ägypten. 
Nach dem Tod von Bedros VIII. am 9. Februar 1866 wurde der Sitz des Patriarchen von Kilikien von Bzommar in Jordanien aus kirchenpolitischen Gründen nach Konstantinopel verlegt.